# Відреагування всередину
Відреагування всередину чи відігравання всередину / з внутрішнім вираженням (англ. acting in) - це термін, що належить до сфери психології, якому протягом багатьох років було приділено декілька значень, і, як правило, він використовується на противагу терміну відреагування [назовні] (англ. acting out), щоб позначати конфлікти, принесені всередину терапії, а не поза нею. 
Деякі автори, зазначаючи різноманітність використання терміна, вказують на те, що часто "незрозуміло, чи "всередину" (англ. "in") стосується інтерналізації в особистості, розвитку внутрішньої проникливості чи вираження в рамках терапевтичного сеансу." 
Термін застосований Майєром А. Зелігсом у 1957 р. для позначення прийняття рішень аналітиками на психоаналітичній сесії. 

## У терапії залежностей
"Відреагування всередину" тут означає сексуальну закритість, анорексію, навʼязливі заощадження грошей, страхи, колекціонування непотребу.
Йому протиставляється відреагування [назовні], до якого відносяться сексуальна розбещеність, навʼязливе переїдання, навʼязливе прибирання, алкоголізм та співзалежність.

## Пацієнти
Стосовно пацієнтів термін "відреагування всередину" означає процес, за допомогою якого клієнт / пацієнт вводить зовнішню проблему в обговорення на сеансі, виконуючи відреагування на її основі. 
У такій ситуації терапевту рекомендується негайно реагувати, щоб запобігти більшому і більш згубному вираженню. 
Ганна Сегал змогла відрізнити позитивне відреагування всередину від негативного, однак обидва мають на меті вплинути на психоаналітика: або передати інформацію, або заплутати. 

## Терапевти
Психоаналіз також описує "Відреагування всередину" як той процес, в якому аналітик вносить власний контрперенос в аналітичну ситуацію замість перенесення пацієнта, як це відбувається у випадку, коли пацієнт відреагує назовні або вчиняє дії. 
Існує думка, що в результаті виникає хаотична аналітична ситуація, яка ускладнює терапевтичний процес. 
Карл Вітакер використовував цей термін радше зовсім по-іншому, щоб позначити техніку, за допомогою якої терапевти посилювали своє втручання на сеансі таким чином, щоб підвищити тривожність пацієнта для терапевтичних цілей. 